# Georg Prahl Harbitz
Georg Prahl Harbitz, född den 26 juni 1802 i Haus socken, Bergens stift, död den 22 november 1889 på Abbediengen, Vestre Aker, var en norsk präst och politiker.
Harbitz blev 1826 kyrkoherde i Askvoll, 1839 i Slidre och 1852 i Nøtterøy. År 1879 erhöll han avsked från prästtjänsten. Åren 1836-69 var Harbitz stortingsman, 1836-42 för Nordre Bergenhus amt, 1842-51 för Kristians amt och 1854-69 för Jarlsberg og Larviks amt. Från 1848 fungerade han som stortingets president. Under hela sin stortingsmannatid intog Harbitz en efter den tidens förhållanden utpräglat liberal ståndpunkt samt åtnjöt stort anseende såväl för sin fasta och humana karaktär som för den skicklighet och takt, varmed han ledde förhandlingarna.

## Utmärkelser
- Kommendör med stora korset av Nordstjärneorden, 5 november 1864.[15]